# Estádio Municipal Ângelo Cassol
Estádio Municipal Ângelo Cassol – stadion piłkarski w Rolim de Moura, Rondônia, Brazylia. Na którym swoje mecze rozgrywa klub Rolim de Moura Esporte Clube.